# Лёд VIII

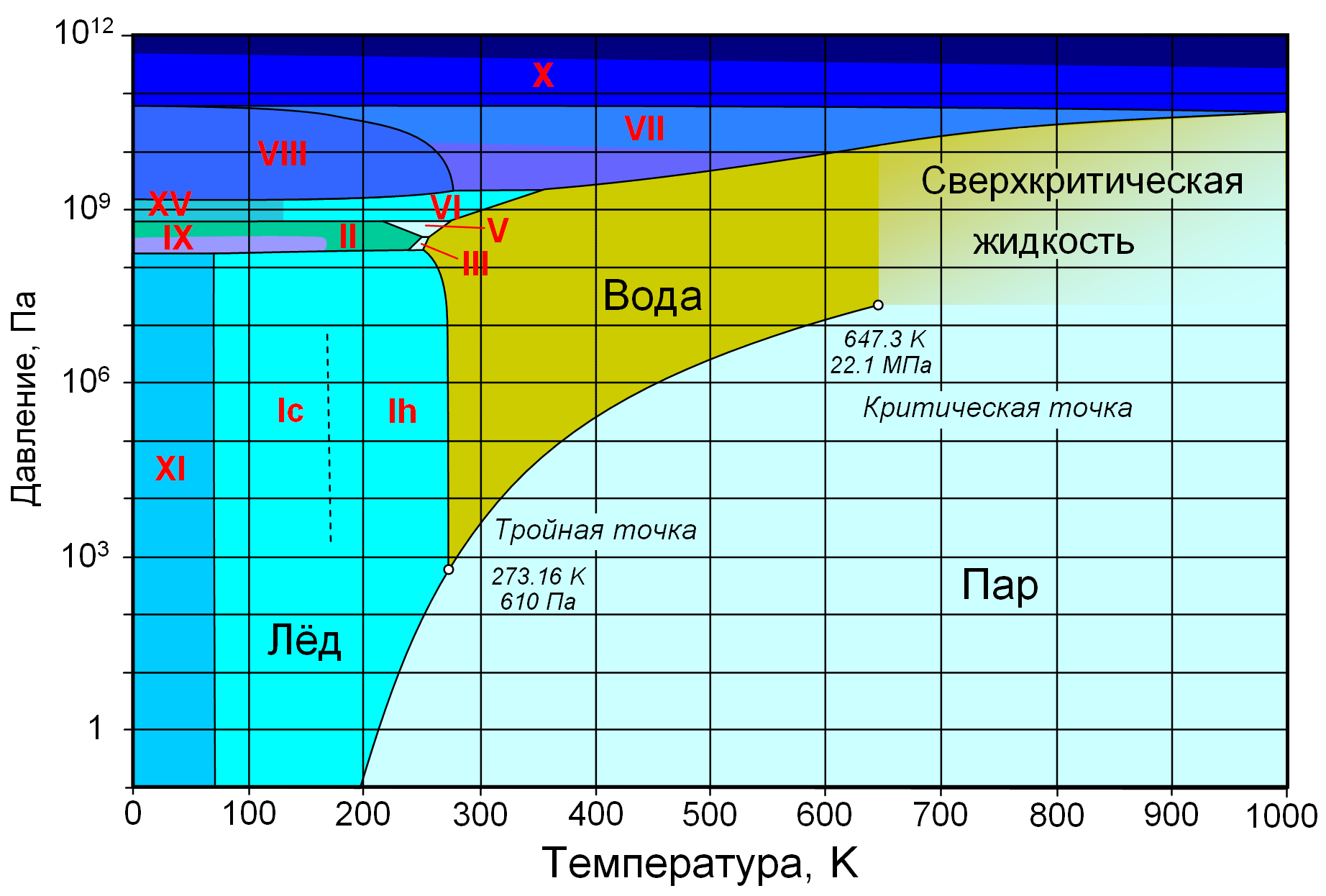
Фазовая диаграмма воды

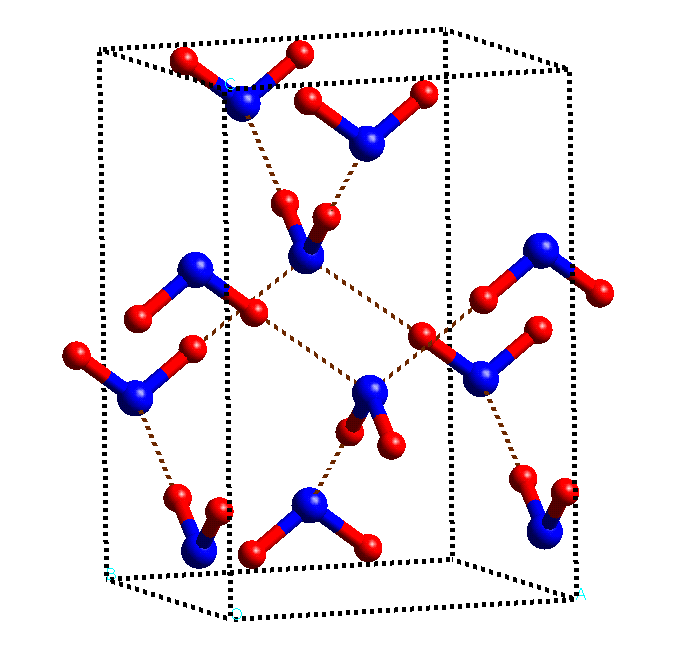
Кристаллическая структура льда VIII

Лёд VIII — тетрагональная кристаллическая форма льда, которую получают охлаждая лёд VII ниже +5 °C (278 K). Его структура более упорядочена, чем у льда VII, поскольку атомы водорода очевидно занимают фиксированные положения.
Плотность льда VIII при 8,2 GPa  давлении составляет 1,66 г/см³, диэлектрическая проницаемость (статическая) равна 4.
Обычный водный лёд относится по номенклатуре Бриджмена ко льду Ih. В лабораторных условиях (при разных температурах и давлениях) были созданы разные модификации льда: от льда II до льда XIX.